# Бібліотека імені Миколи Дубова для дітей
Бібліотека імені М. Дубова для дітей — комунальна установа Централізованої бібліотечної системи «Свічадо» Святошинського району міста Києва.

## Адреса
Раніше знаходилася за адресою 03179 м. Київ вул. Ушакова, 12
У травні 2023 року бібліотека змінила адресу — вул. Рене Декарта, 14

## Характеристика
Площа приміщення бібліотеки — 367 м², книжковий фонд — 27,7 тис. примірників. Щорічно обслуговує 2,7 тис. користувачів, кількість відвідувань за рік — 19,0 тис., книговидач — 56,0 тис. примірників.

## Історія
Бібліотека заснована у 1966 році на житловому масиві Біличі. З 1985 року бібліотеці було присвоєно ім'я російського радянського письменника Миколи Дубова. Через це бібліотека підтримує зв'язки з родиною письменника, зібрано багато цікавого матеріалу про його життєвий і творчих шлях, працює музейна експозиція присвячена творчості письменника.
У розпорядженні читачів книжкові фонди, ДБА, цікаві та змістовні заходи. У стінах бібліотеки можна стати учасниками лялькової вистави, до якої запрошує ляльковий театр бібліотеки.
У рамках декомунізації станом на жовтень 2023 тривають громадські обговорення щодо перейменування бібліотеки ім. М. Дубова. Зокрема пропонується присвоїти бібліотеці назву: бібліотека «Книжкова Галактика».